# Igor-Alexandre Nataf
Igor-Alexandre Nataf (Parijs 2 mei 1978) is een Franse schaker. Hij is sinds 1998 een grootmeester (GM) en sinds 2010 ook Internationaal Meester correspondentieschaken (IMc).

## Schaakcarrière
Nataf was meervoudig jeugdkampioen schaken van Frankrijk.
Bij het FIDE WK schaken 2000, won hij in ronde 1 van Emil Sutovsky en in ronde 2 van Nigel Short". Daarna werd hij in ronde 3 uitgeschakeld door de Braziliaanse grootmeester Rafael Leitão.
Bij het FIDE WK schaken 2002 won hij in de eerste ronde van Viktor Bologan, maar werd in de tweede ronde uitgeschakeld door Konstantin Sakajev.
In 1997 werd hij Internationaal Meester (IM), in 1998 grootmeester. Nataf speelt ook correspondentieschaak en heeft daarin sinds 2010 de titel Internationaal Meester correspondentieschaken (IMc).

## Nationale teams
Hij speelde in 2000 met het nationale team van Frankrijk in de Schaakolympiade in Istanboel en in 2004 in Calvià op het eiland Mallorca. Hij speelde in 1999 voor Frankrijk in het Europees schaakkampioenschap voor landenteams in Batoemi, Georgië. Zijn partij die hij tijdens dit kampioenschap tegen John Nunn speelde, werd dat jaar in de Chess Informant tot beste partij uitgekozen.

## Schaakverenigingen
In de Duitse bondscompetitie speelde Nataf voor TV Tegernsee (seizoen 2001/02) en voor Schachfreunde Berlin (seizoenen 2004/05 - 2006/07 en 2008/09). In Oostenrijk speelde hij voor SK Fürstenfeld (seizoen 2000/01).

## Partij
In 1999 beoordeelde de Chess Informant in editie 76 de overwinning van Nataf op John Nunn bij het Franse teamkampioenschap als de beste partij van het jaar.

Siciliaanse verdediging, Kalashnikov-variant (ECO B32) 
1.e4 c5 2.Pf3 Pc6 3.d4 cxd4 4.Pxd4 e5 5.Pb5 d6 6.c4 Le7 7.P1c3 a6 8.Pa3 f5 9.Ld3 f4 10.g3 Pf6 11.gxf4 exf4 12.Lxf4 0-0 13.Lg3 Pg4 14.Le2

diagram

14. ... Pxf2!! 15.Dd5+ Kh8 16.Lxf2 Pb4 17.Dh5 Txf2 18.Kxf2 Lh4+ 19.Kg2 g6 20.Df3 Dg5+ 21.Kf1 Lh3+ 22.Dxh3 Tf8+ 23.Lf3 De3 24.Dxh4 Pd3 25.Pd5 Dxf3+ 26.Kg1 Pf2 27.Kf1 Dxh1+ 28.Ke2 Dxa1 (0–1)

## Externe koppelingen
- (en)   Informatie over schaakpartijen van Igor-Alexandre Nataf op ChessGames.com
- (en)   Informatie over schaakpartijen van Igor-Alexandre Nataf op 365chess.com
- (en)  FIDE-ratinggegevens voor Igor-Alexandre Nataf